# Cheilosoideae
Cheilosoideae là một phân họ trong họ Euphorbiaceae, trước đây được coi là tông Cheiloseae trong phân họ Acalyphoideae. Nó bao gồm 2 chi.
Theo Sun et al. (2016) thì Cheilosoideae có quan hệ họ hàng gần với họ Rafflesiaceae hơn là so với phần còn lại của họ Euphorbiaceae.